# Aleksiej Wasiljew (hokeista)
Aleksiej Siergiejewicz Wasiljew, ros. Алексей Сергеевич Васильев (ur. 1 września 1977 w Jarosławiu) – rosyjski hokeista, reprezentant Rosji.
Jego syn Nikita (ur. 2002) także został hokeistą.

## Kariera klubowa
- Jarinterkom Jarosław (1992/1993)
- Torpedo 2 Jarosław (1993-1996)
- Torpedo Jarosław (1993-1997)
- Hartford Wolf Pack (1998-2000)
- New York Rangers (1999)
- Milwaukee Admirals (2000-2001)
- Łokomotiw Jarosław (2001-2011)
- Torpedo Niżny Nowogród (2012–2013)
- Łokomotiw Jarosław (2013-2015)

Wychowanek i wieloletni gracz Łokomotiwu Jarosław. Z drużyną zdobył wszystkie trzy tytuły mistrza Rosji w historii klubu. Jedyne spotkanie w NHL rozegrał 5 kwietnia 2000 roku w barwach New York Rangers. Od listopada 2011 roku zawodnik Torpedo Niżny Nowogród. W maju 2012 przedłużył kontrakt z klubem. Zawodnikiem Torpedo był do września 2013, odszedł dzień przed rozpoczęciem sezonu KHL (2013/2014). Od września 2013 ponownie w Łokomotiwie, związany rocznym kontraktem.
Uczestniczył w turniejach mistrzostw świata juniorów do lat 18 edycji 1994, mistrzostw Europy juniorów do lat 18 edycji 1995, mistrzostw świata juniorów do lat 20 edycji 1996, 1997.

## Sukcesy
Reprezentacyjne
- Brązowy medal mistrzostw świata juniorów do lat 20: 1996, 1997

Klubowe
- Złoty medal mistrzostw Rosji: 1997, 2002, 2003 z Łokomotiwem
- Srebrny medal mistrzostw Rosji: 2008, 2009 z Łokomotiwem
- Brązowy medal mistrzostw Rosji: 1998, 2005, 2011, 2014 z Łokomotiwem
- 2. miejsce w Pucharze Kontynentalnym: 2003 z Łokomotiwem
- 1. miejsce w Dywizji Charłamowa: 2009 z Łokomotiwem
- Mistrzostwo dywizji i konferencji AHL: 2000 z Hartford Wolf Pack
- F.G. „Teddy” Oke Trophy: 2000 z Hartford Wolf Pack
- Puchar Caldera: 2000 z Hartford Wolf Pack

Indywidualne
- Superliga rosyjska w hokeju na lodzie (2001/2002):
  - Pierwsze miejsce w klasyfikacji +/- w sezonie zasadniczym
- Superliga rosyjska w hokeju na lodzie (2006/2007):
  - Nagroda Dżentelmen na Lodzie dla obrońcy